# Calículo

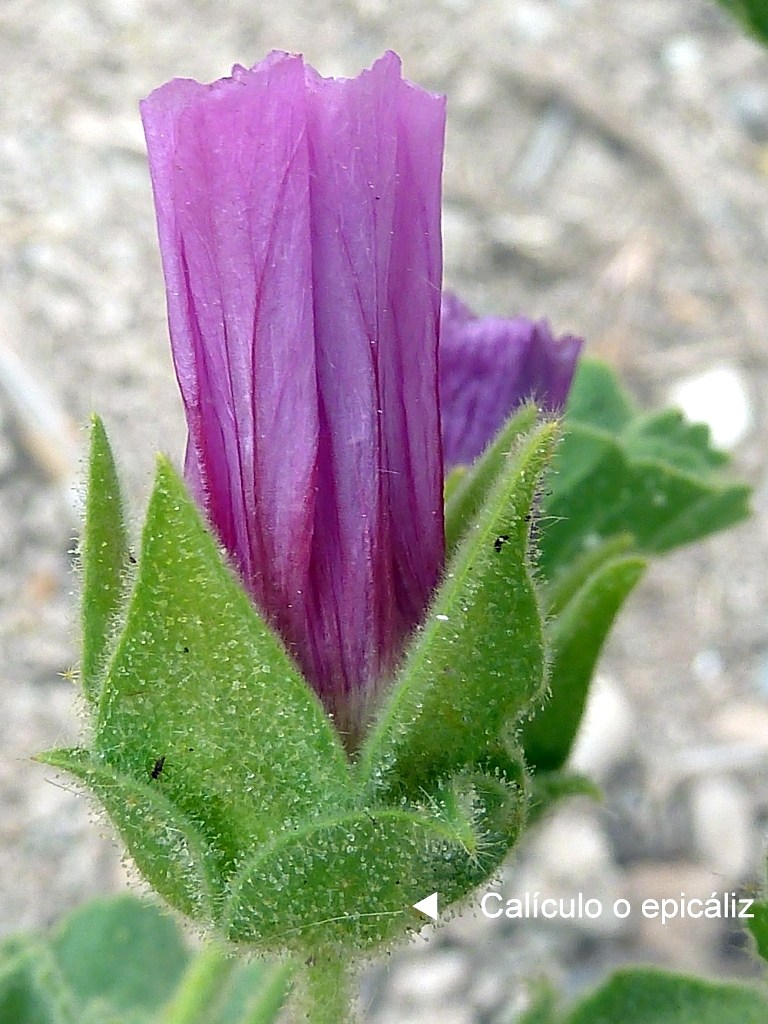
Un ejemplo de calículo/epicáliz gamofilo en Lavatera triloba (Malvaceae).

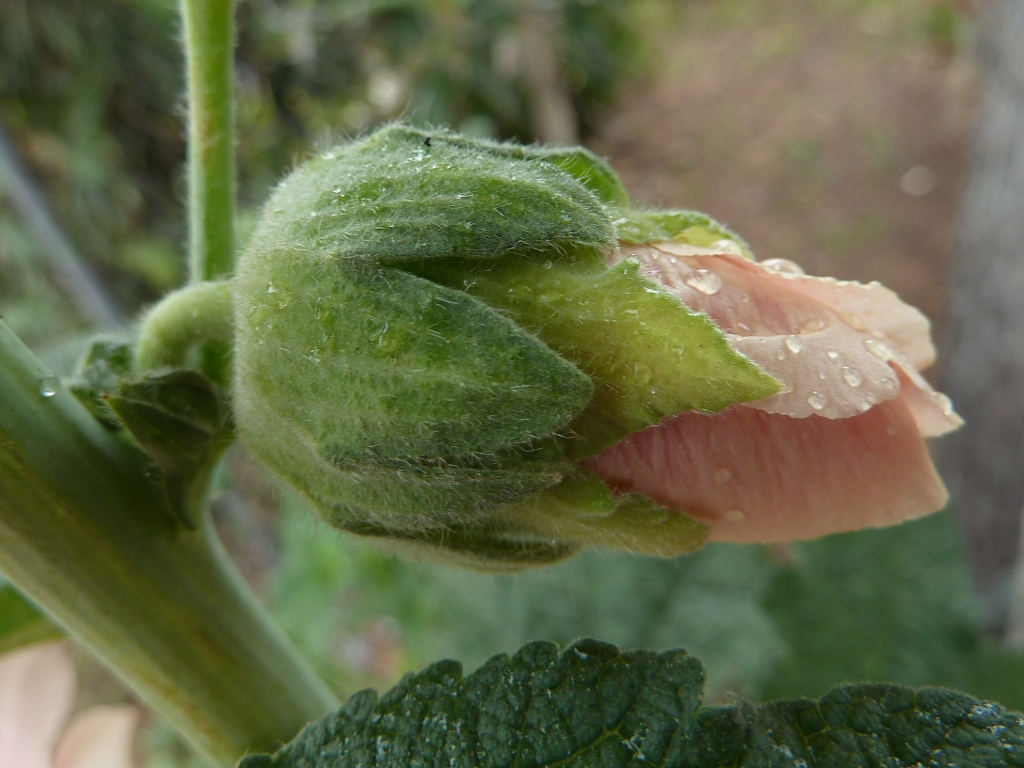
Calículo en flor incipiente en Alcea rosea (Malva real, Malvaceae)

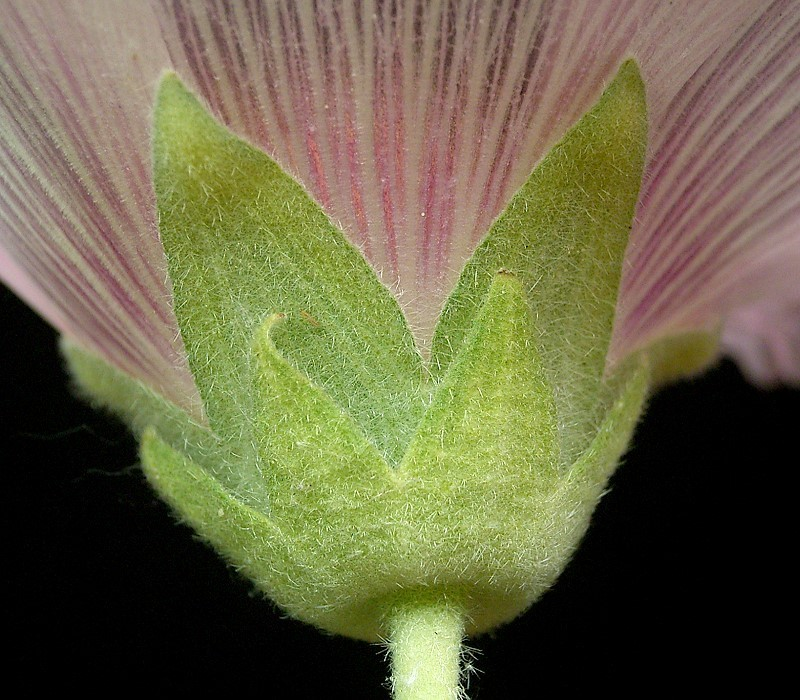
Calículo, sépalos y pétalos en otro cultivar de Alcea rosea (Malva real, Malvaceae).

Se conoce como calículo a un conjunto de hipsofilos o de apéndices estipulares de los sépalos que, situado en la parte externa del cáliz, dan la impresión de un verticilo calícino suplementario, de donde los nombres de «epicáliz» o «sobrecáliz» con los que también se lo denomina.
El calículo está constituido por hipsofilos en los claveles (Dianthus), en las malvas y en las escabiosas. En estos casos son acrescentes, de modo que el calículo es gamófilo, o sea que las piezas están soldadas entre sí; en las fresas y las potentillas está integrado por estípulas con tantas piezas como sépalos, pues se sueldan de 2 en 2 las estipulas contiguas.
En Tofieldiaceae, normalmente se encuentran flores típicas de monocotiledóneas con 6 tépalos libres, y un calículo de 2 o 3 piezas (brácteas?) debajo de ellas.
Se usa también, erróneamente (en particular en la literatura botánica anglo-sajona), el término calículo para designar el conjunto de brácteas involucrales más externas para los capítulos de unos géneros de la familia de las Asteraceae, como  Taraxacum, Senecio y Crepis.
Compárese con el término involucro, cuya definición puede solaparse con ésta, y se usa para referir a las brácteas debajo de las flores de robles, castaños, avellanos y nogales.